# David Suchet
David Suchet, OBE (London, 2. svibnja 1946.) je britanski filmski glumac.
On je drugi od trojice sinova u obitelji; najstariji John je novinar na televiziji, a najmlađi Peter je liječnik. Davidov otac bio je uspješan ginekolog i očekivalo se da će i David krenuti njegovim stopama, što je ovaj i učinio, ali je onda pao fiziku. Davidova majka je ugledna engleska kazališna glumica. Suchet svira klarinet i veoma je religiozan protestant. Voli čitati povijesne i biografske romane. To mu je sigurno jako dobro došlo i u poslu, jer je glumio mnoge povijesne likove kao što su: Edward Teller, Sigmund Freud, Napoleon, Antonio Salieri itd.
David Suchet je jedan od najzapaženijih britanskih glumaca. Proslavio se ulogom legendarnog detektiva Herculea Poirota Agathe Christie u istoimenoj televizijskoj seriji. Suchet je čitao belgijsku povijest da bi dovoljno dobro razumio zemlju iz koje potiče Poirot. Uz to, on je sam skovao taj specifičan francusko-belgijski naglasak koji Poirot posjeduje. On nije ni pravi belgijski (jer Poirota onda nikad ne bi miješali s rođenim Francuzom) niti čisto francuski, već njemu specifična mješavina. On je prvi glumac koji je Poirotu dao tri dimenzije pošto je zaista duboko zašao u njegovu psihologiju, neobične navike i pravila ophođenja prema ljudima. Nijednom glumcu do tada to nije pošlo za rukom. Također se proslavio i po ulozi u nagrađivanom filmu "Sunday" nezavisne produkcije, te po popularnim dugometražnim filmovima kao što su "Savršeno ubojstvo" pored Michaela Douglasa i Gwyneth Paltrow i "Konačna odluka". 
Suchet se 1973. godine pridružio "Royal Shakespeare Companyu", gdje je imao zapažene uloge Ahileja u "Troilu i Kresidi", Kalibana u "Oluji", Merkucija i Tibalta u "Romeu i Juliji", Orlanda u "Kako vam drago", Jaga u "Otelu", kao i Šajloka u "Mletačkom trgovcu". Pored brojnih nastupa na radiju "BBCa", Suchet je glumio i u televizijskim filmovima i imao glavne uloge u čak četiri velike televizijske serije uključujući ulogu Freuda u "The life of Freud", Blota u "Blott on the Landscape", Johna Byrna u "The NCS" (National Crime Squad) i, naravno, Poirota u Agatha Christie's Poirotu Agathe Christie. 
Snimao je dugometražne filmove širom svijeta, uključujući "Foolproof", "Uživo iz Bagdada", "Wing Commander", "Dearly Voyage", "Afera Lycona", "Big Foot i Handersonovi", "When the Whales Came", "Željezni Orao", "Gulag", "Zvonar crkve Notre-Dame", "A song for Europe", "Falcon and the Snowman", "The Last Innocent Man", "Crveni monarh", "A World Apart". 
Za svoj doprinos drami Suchet je povodom rođendanske proslave kraljice Elizabete Druge 2002. godine dobio orden OBE. 

## Zanimljivosti
- Od 1976. godine oženjen je Sheylom Ferris i s njom ima dvoje djece.
- Iako je publici dobro poznat po liku Hercuela Poirtoa iz istoimene TV serije, malo je poznato da je Suchet 1985. godine u filmu "13 za stolom" ("Thirteen at Dinner"), također snimljenom po romanu Agathe Christie, igrao lik inspektora Jappa..
- Godine 1999. Suchet je nominiran na nagradu "Lorence Olivier" za ulogu Saghlieria ostvarenu u predstavi "Amadeus".
- Za istu nagradu nominiran je i dvije godine ranije - 1997., za ulogu u predstavi "Tko se boji Virginije Woolf?" ("Who's Afraid of Virginia Woolf?").